# Pinacoteca di Brera

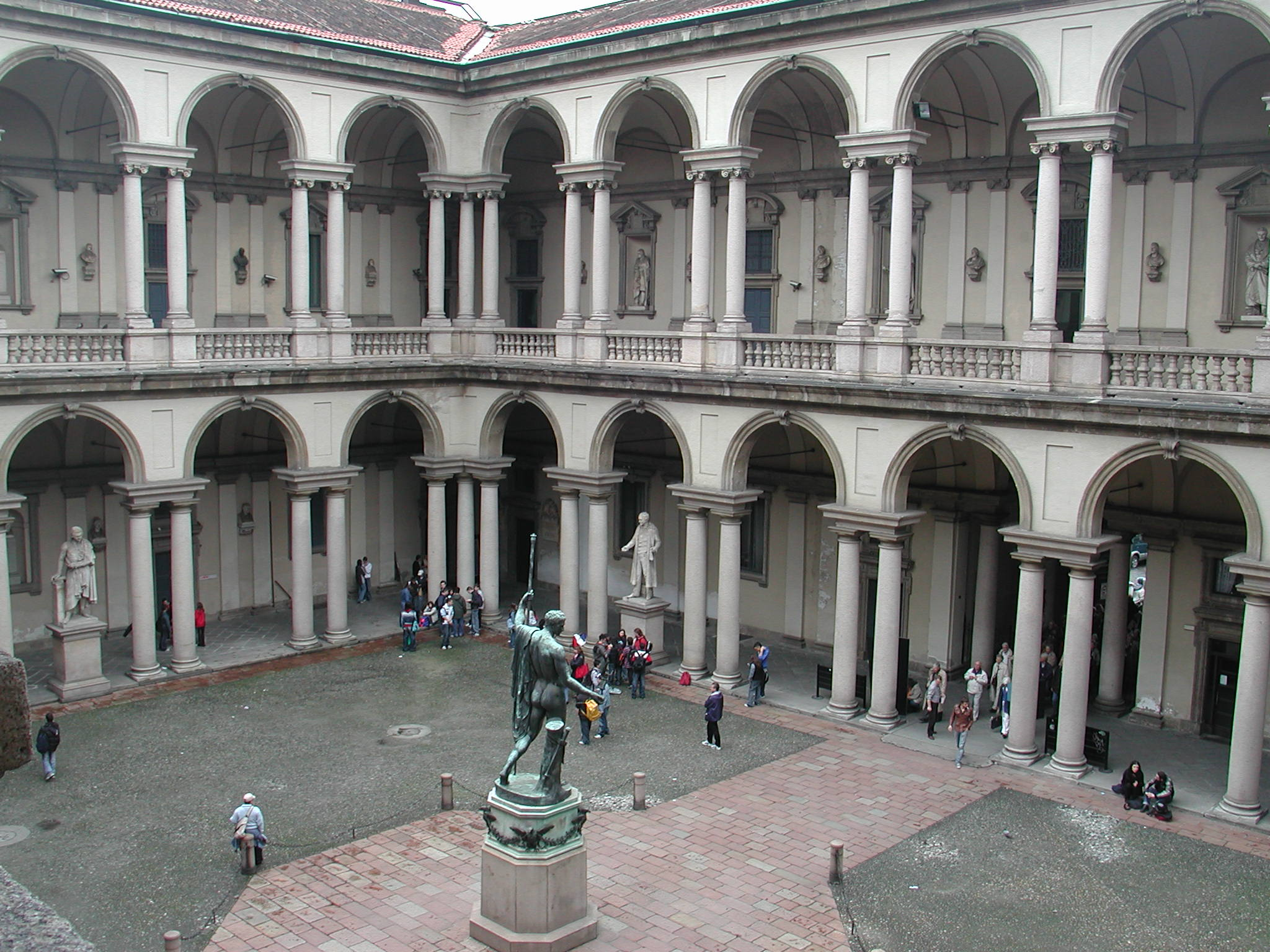
Palazzo Brera

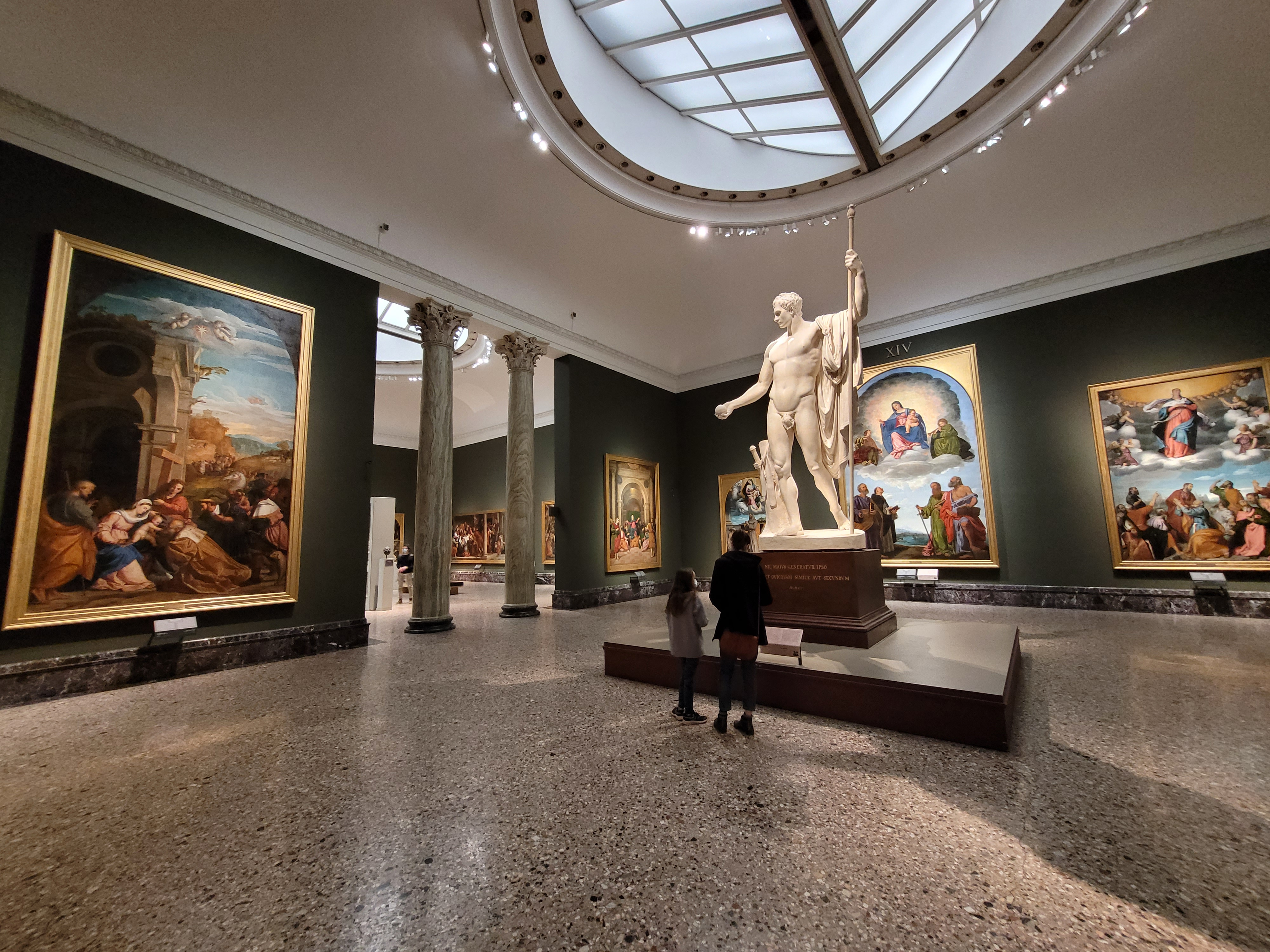
Zaal in de Pinacoteca di Brera

De Pinacoteca di Brera (Brera kunstgalerie) is een collectie van klassieke en moderne kunst in Milaan (Italië).
Er hangt werk van grote Italiaanse schilders zoals Andrea Mantegna, Giovanni Bellini, Caravaggio, Piero della Francesca, Francesco Filippini, Rafaël, Bramante, Agnolo Bronzino, Luigi Antonio Acquisti, Francesco Hayez, Bernardino Luini, Antonio Rotta, Amedeo Modigliani, Giambattista Pittoni, Canaletto, Titiaan, Tintoretto, Umberto Boccioni en vele andere. Ook buitenlandse schilders zijn goed vertegenwoordigd zoals Pieter Paul Rubens, Antoon van Dyck, Rembrandt, El Greco en Pablo Picasso.
Op de binnenplaats van het museum staat een bronzen standbeeld van Napoleon, die van Brera een nationale galerij gemaakt heeft.
De galerij is gevestigd in een barok paleis, Palazzo Brera, samen met de oude bibliotheek van Brera (Biblioteca Nazionale Braidense), het Lombardisch Instituut voor Wetenschap en Letteren (Istituto Lombardo Accademia di Scienze e Lettere), de Sterrenwacht en de Botanische Tuin (Osservatorio Astronomico e Giardino Botanico di Brera) en de Academie voor Schone Kunsten (Accademia di Belle Arti di Brera).

## Werken in de Pinacoteca di Brera

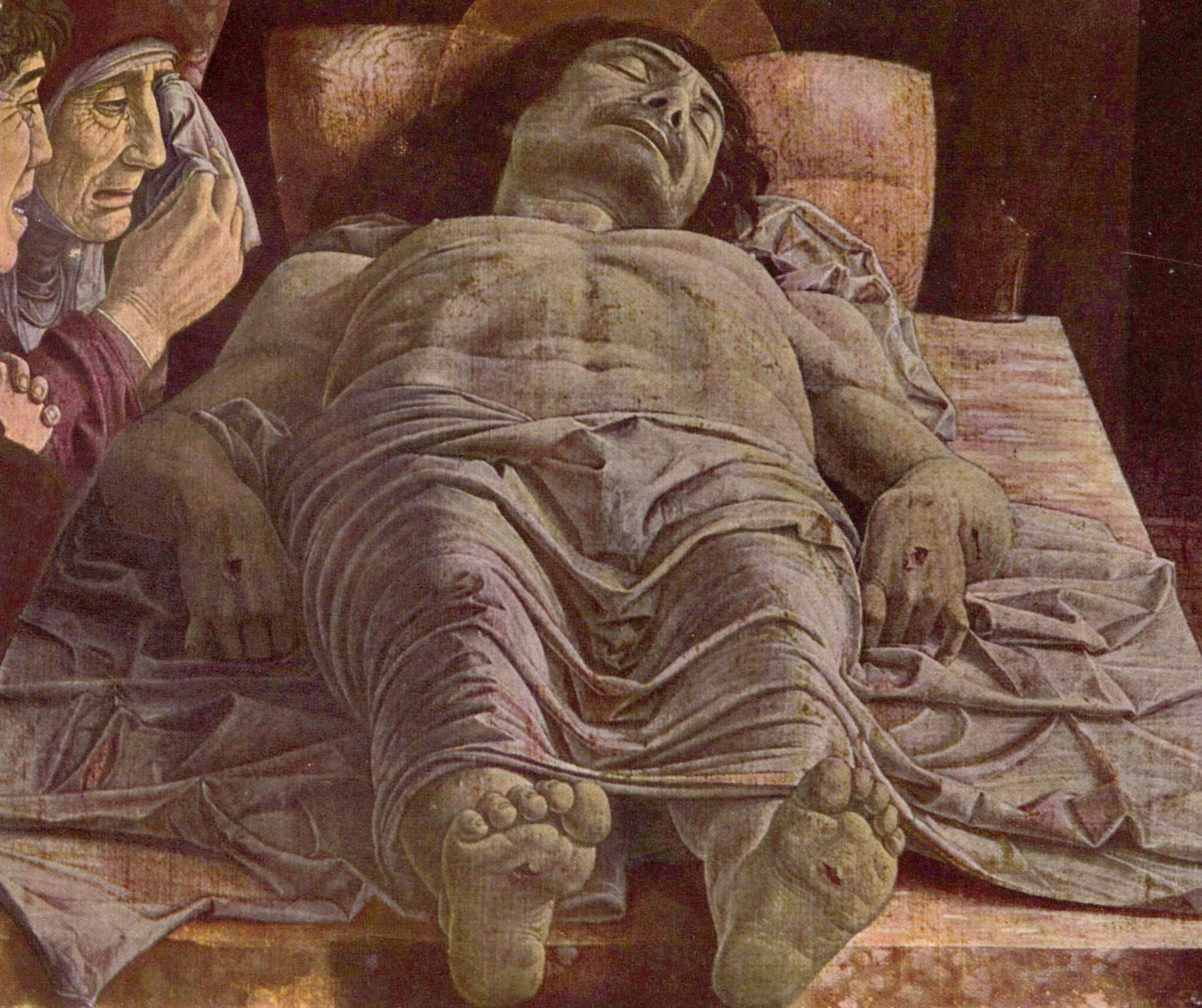
Dood van Christus door Andrea Mantegna, ca. 1480
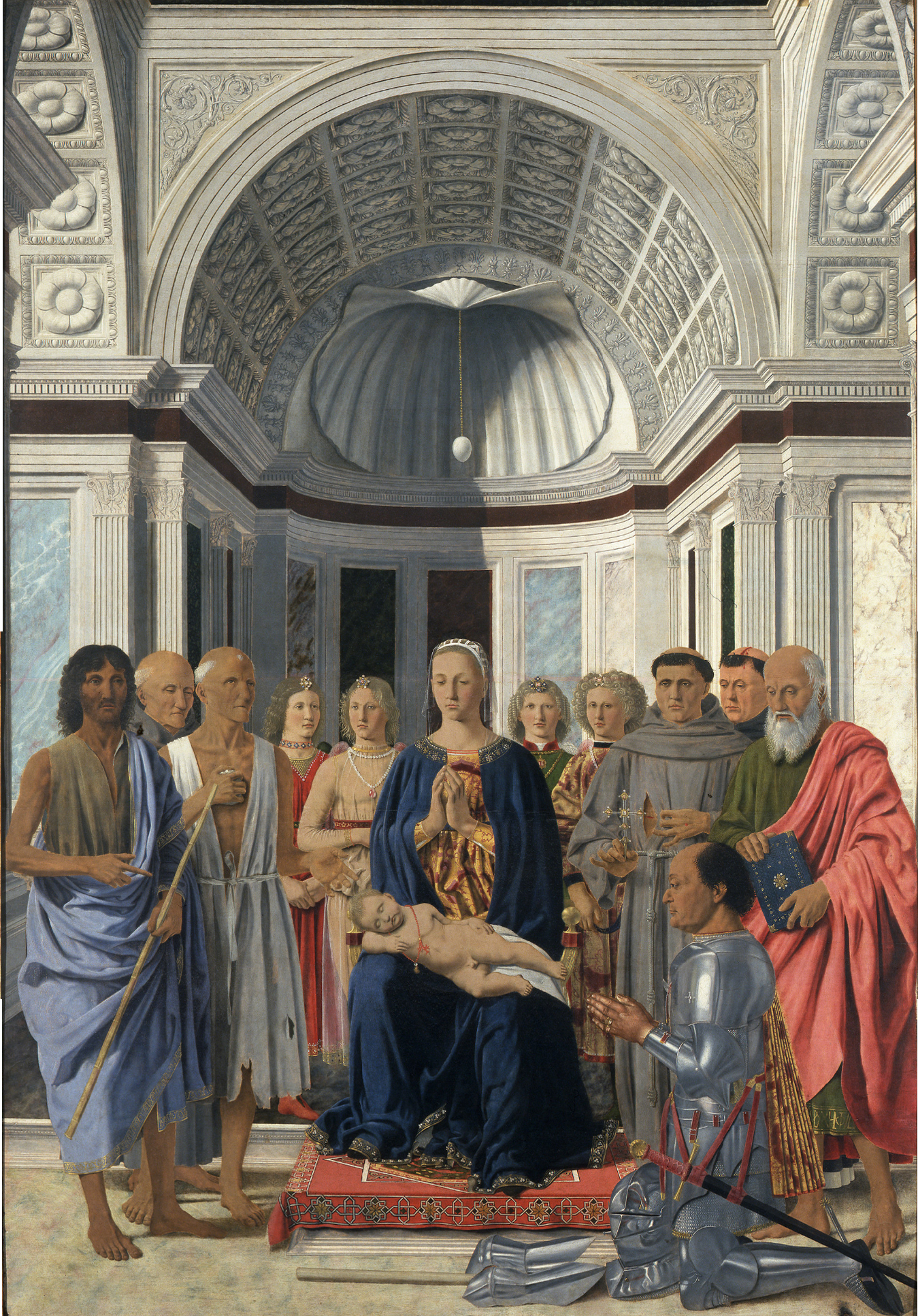
Heilige Conversatie door Piero della Francesca, c. 1472-1474
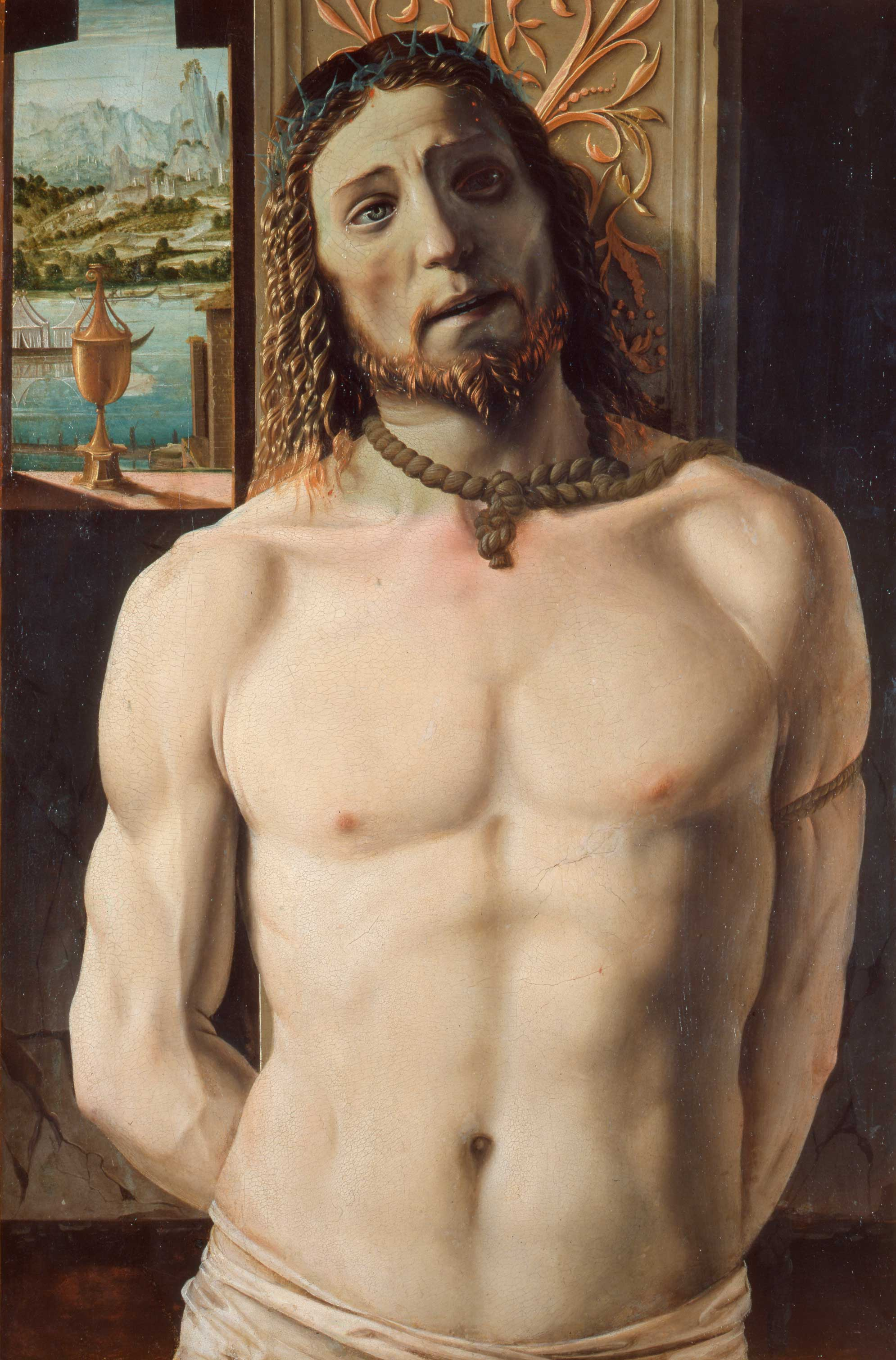
Christus vastgebonden aan de zuil door Donato Bramante, 1490-99
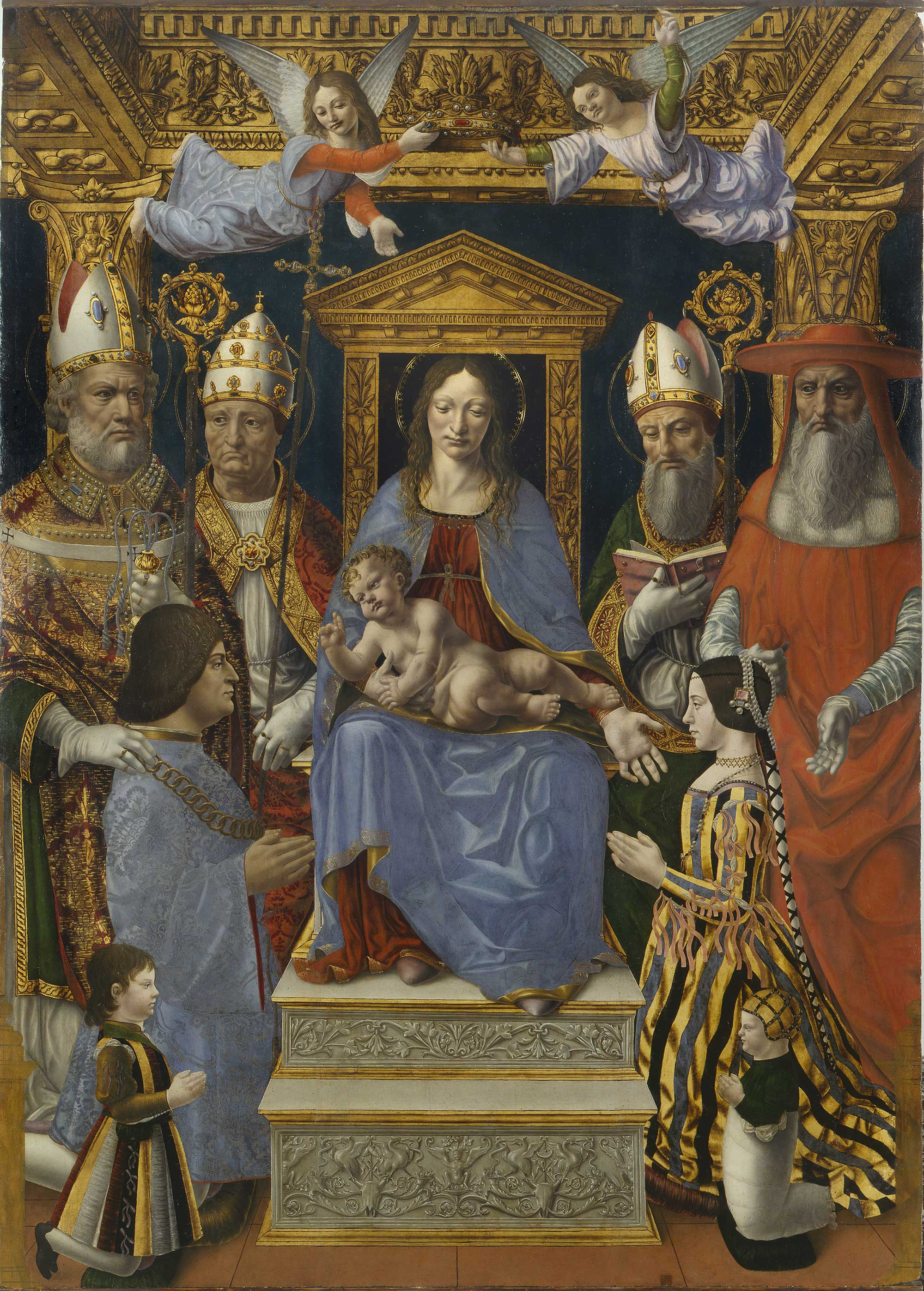
Sforza-altaar, 1494-95
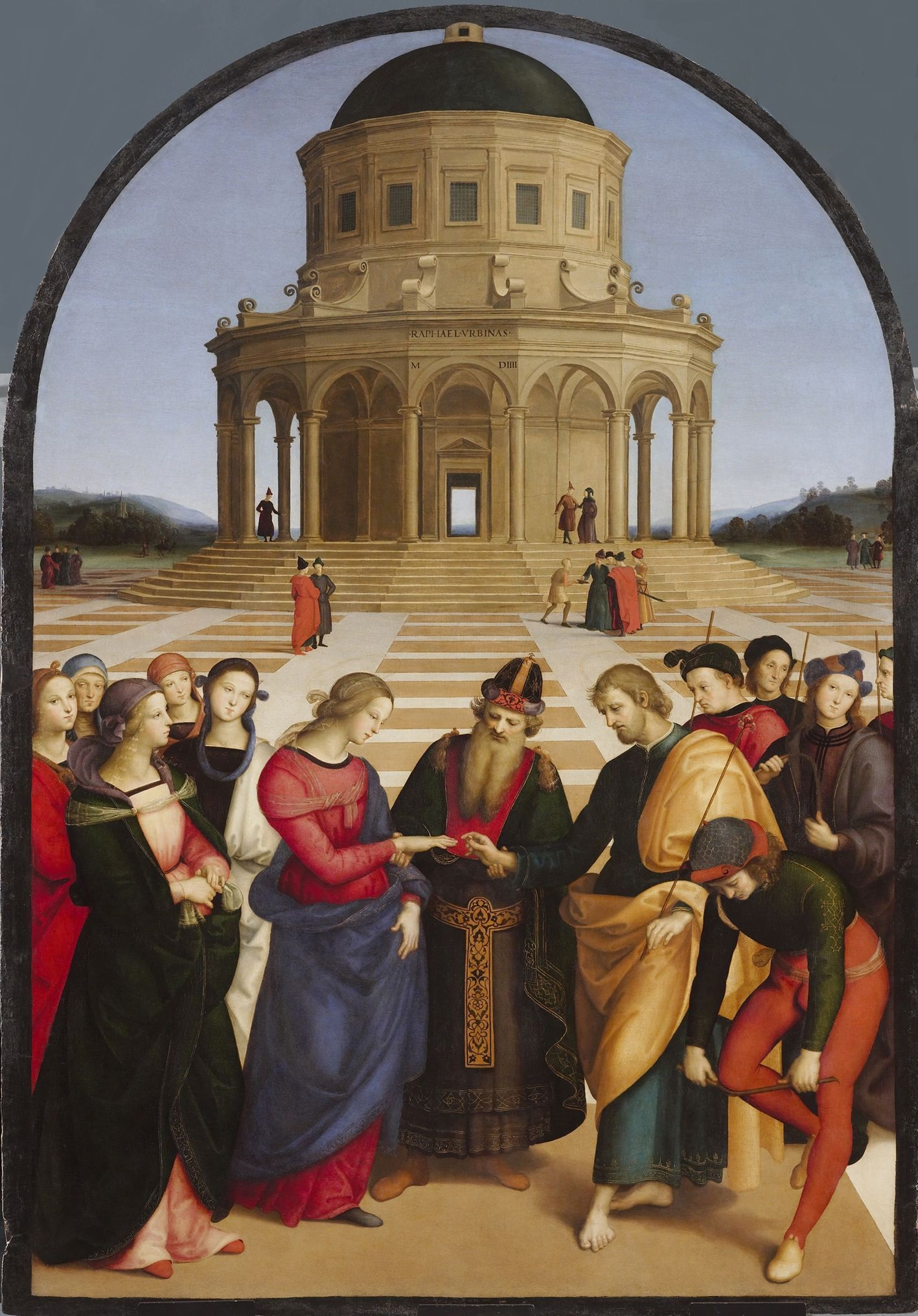
Huwelijk van de Heilige Maagd door Rafaël, 1504
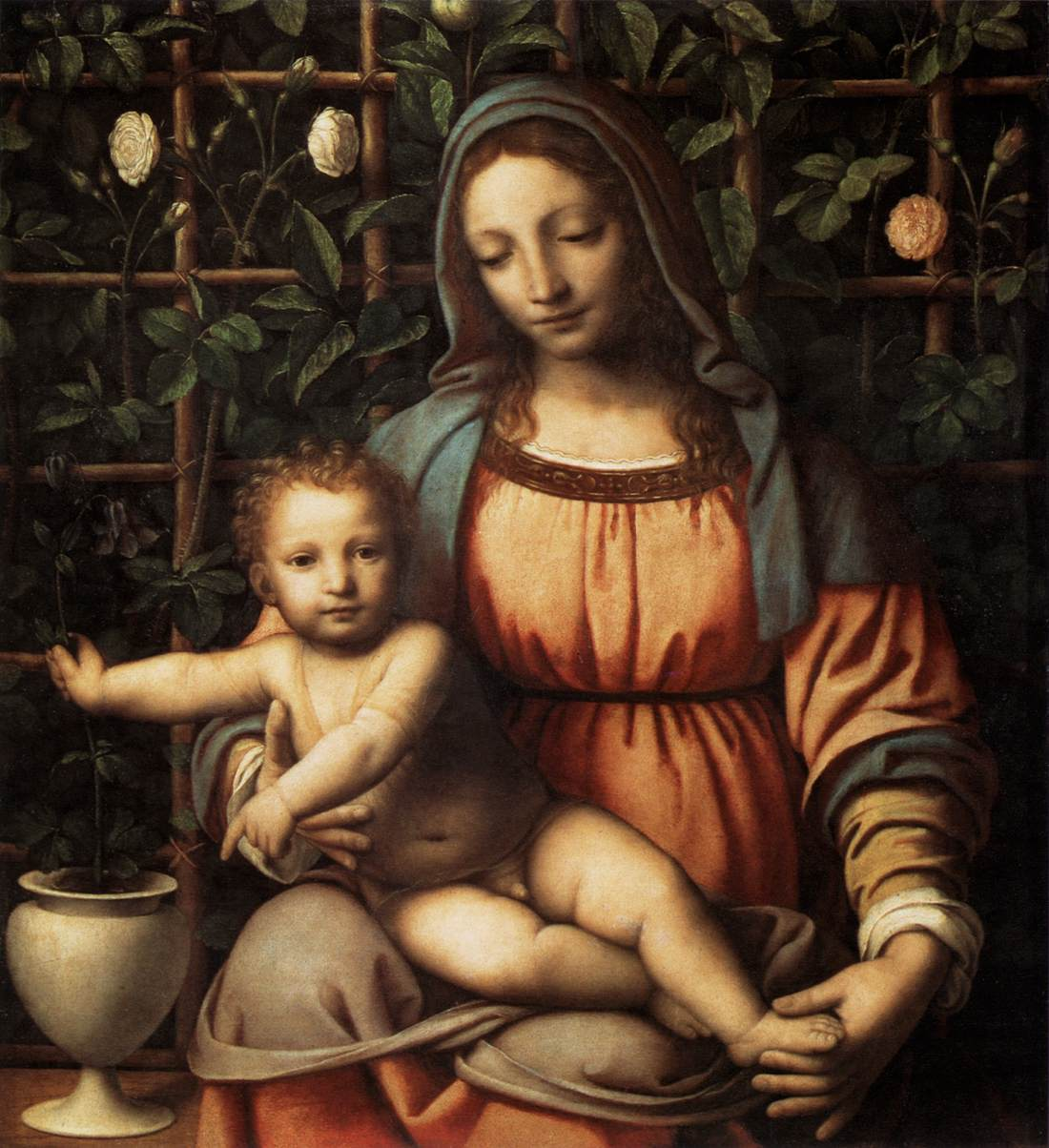
Madonna del Roseto door Bernardino Luini
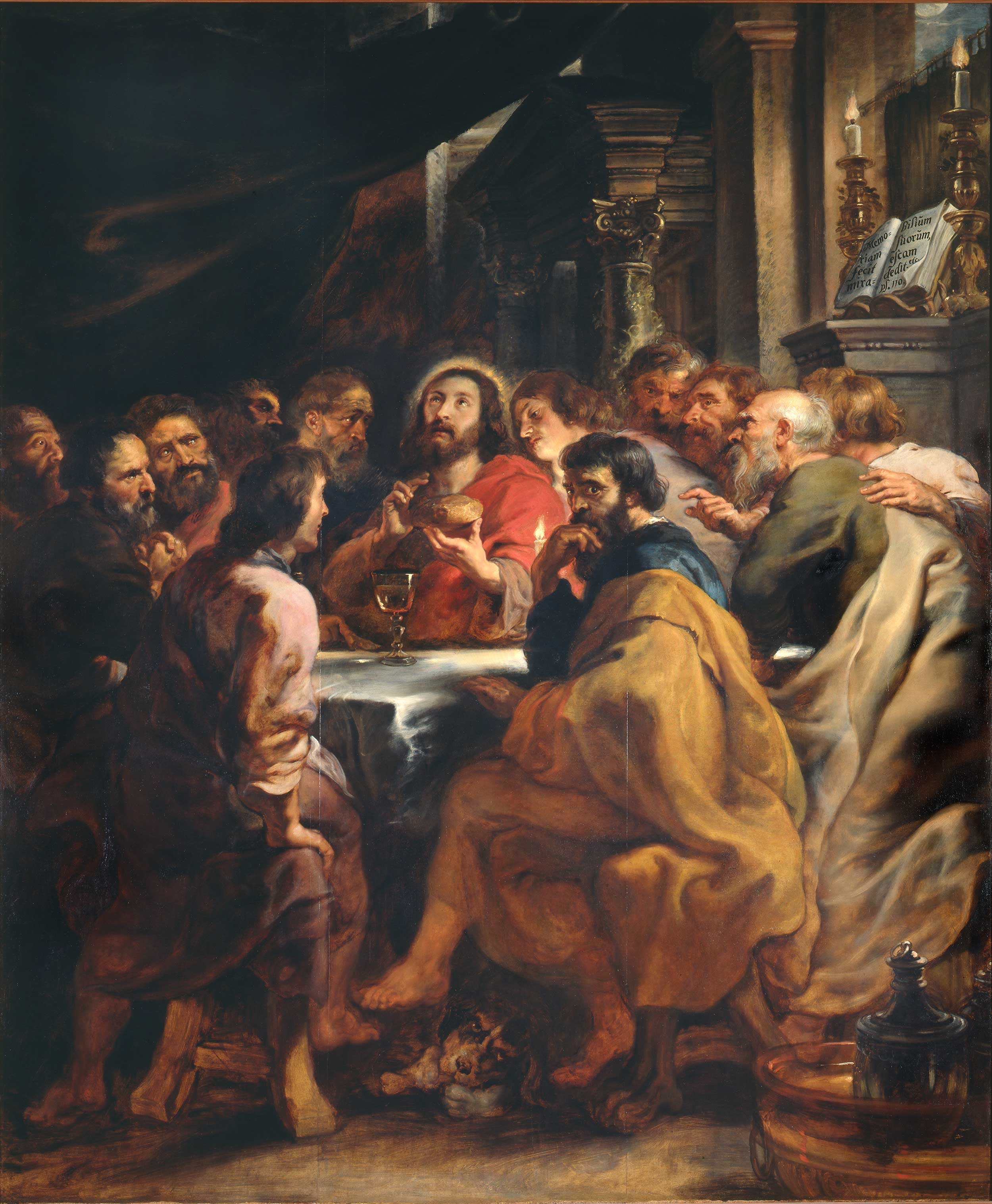
Het Laatste Avondmaal, door Peter Paul Rubens, 1631-32
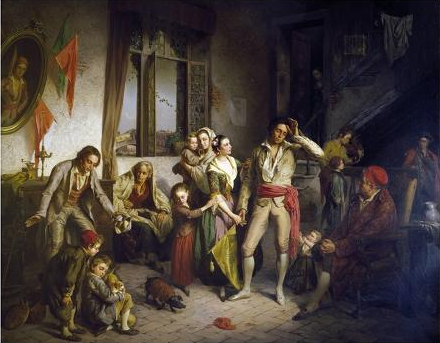
Sconfitto alla regata door Antonio Rotta, 1850
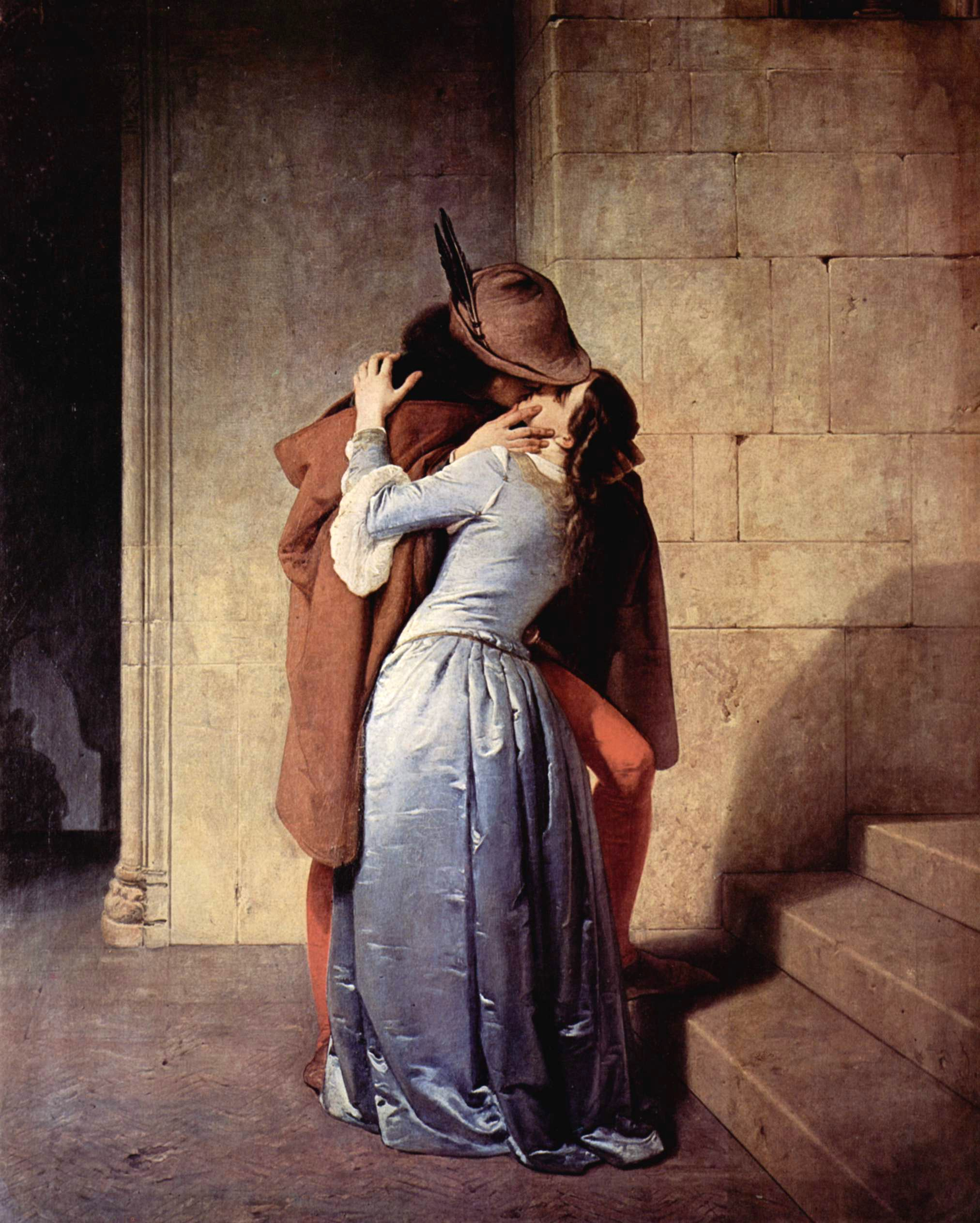
De Kus door Francesco Hayez, 1859
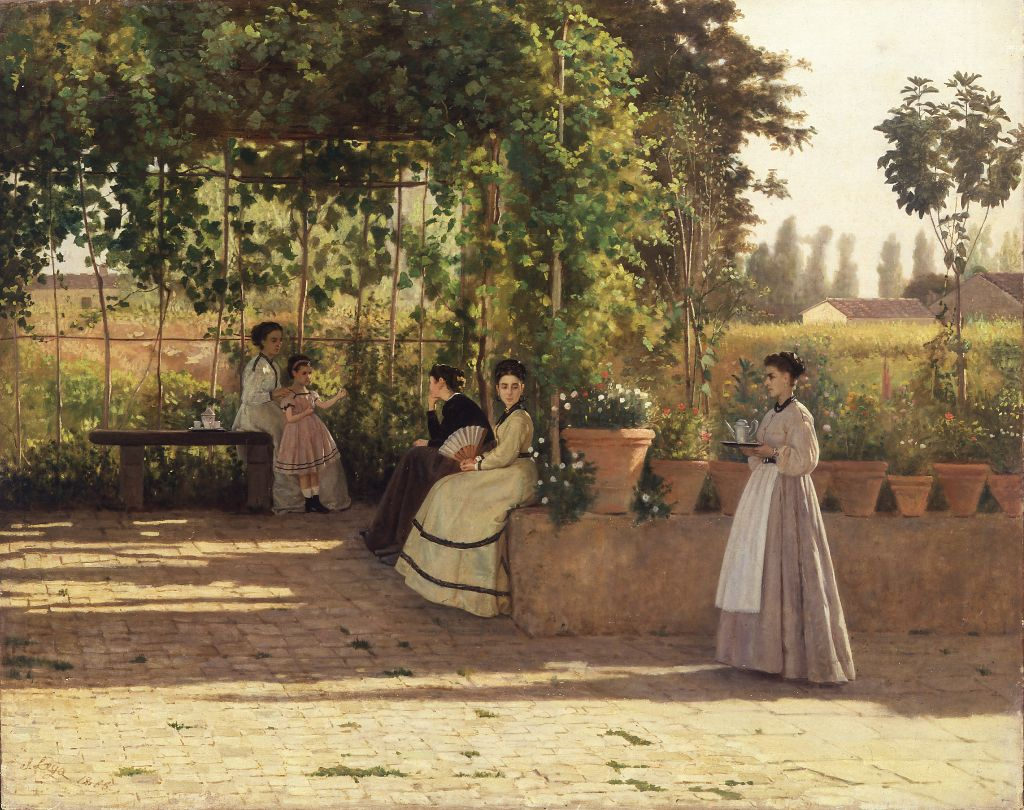
Na de lunch (De pergola), door Silvestro Lega, 1868
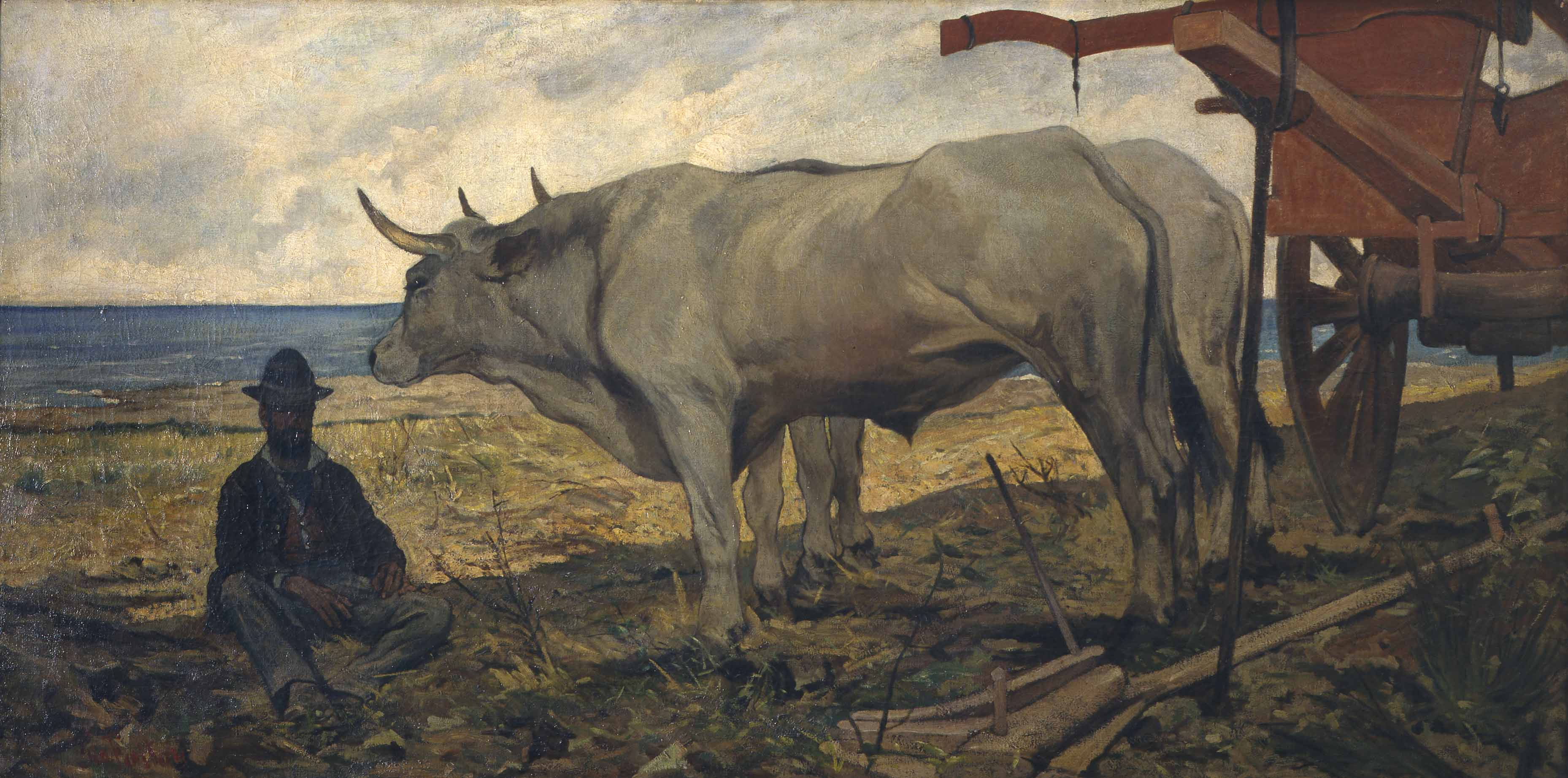
De rust (rode kar) door Giovanni Fattori, 1887